# Soucieu-en-Jarrest
Soucieu-en-Jarrest és un municipi francès situat al departament del Roine i a la regió d'Alvèrnia-Roine-Alps. L'any 2007 tenia 3.594 habitants.

## Demografia

### Població
El 2007 la població de fet de Soucieu-en-Jarrest era de 3.594 persones. Hi havia 1.298 famílies de les quals 265 eren unipersonals (95 homes vivint sols i 170 dones vivint soles), 376 parelles sense fills, 538 parelles amb fills i 119 famílies monoparentals amb fills.
La població ha evolucionat segons el següent gràfic:
Habitants censats

### Habitatges
El 2007 hi havia 1.433 habitatges, 1.321 eren l'habitatge principal de la família, 31 eren segones residències i 81 estaven desocupats. 1.094 eren cases i 335 eren apartaments. Dels 1.321 habitatges principals, 979 estaven ocupats pels seus propietaris, 311 estaven llogats i ocupats pels llogaters i 31 estaven cedits a títol gratuït; 4 tenien una cambra, 88 en tenien dues, 184 en tenien tres, 335 en tenien quatre i 711 en tenien cinc o més. 1.057 habitatges disposaven pel capbaix d'una plaça de pàrquing. A 479 habitatges hi havia un automòbil i a 758 n'hi havia dos o més.

### Piràmide de població
La piràmide de població per edats i sexe el 2009 era:
| Homes | Edats   | Dones |
| ----- | ------- | ----- |
| 0     | 95 o +  | 0     |
| 4     | 90 a 94 | 0     |
| 4     | 85 a 89 | 12    |
| 0     | 80 a 84 | 32    |
| 36    | 75 a 79 | 48    |
| 48    | 70 a 74 | 48    |
| 64    | 65 a 69 | 52    |
| 64    | 60 a 64 | 76    |
| 88    | 55 a 59 | 92    |
| 160   | 50 a 54 | 112   |
| 104   | 45 a 49 | 116   |
| 132   | 40 a 44 | 144   |
| 116   | 35 a 39 | 152   |
| 104   | 30 a 34 | 124   |
| 76    | 25 a 29 | 60    |
| 140   | 20 a 24 | 72    |
| 120   | 15 a 19 | 144   |
| 132   | 10 a 14 | 120   |
| 116   | 5 a 9   | 144   |
| 68    | 0 a 4   | 88    |

## Economia
El 2007 la població en edat de treballar era de 2.372 persones, 1.769 eren actives i 603 eren inactives. De les 1.769 persones actives 1.695 estaven ocupades (876 homes i 819 dones) i 75 estaven aturades (42 homes i 33 dones). De les 603 persones inactives 188 estaven jubilades, 248 estaven estudiant i 167 estaven classificades com a «altres inactius».

### Ingressos
El 2009 a Soucieu-en-Jarrest hi havia 1.336 unitats fiscals que integraven 3.654 persones, la mediana anual d'ingressos fiscals per persona era de 21.574 €.

### Activitats econòmiques
Dels 156 establiments que hi havia el 2007, 2 eren d'empreses alimentàries, 5 d'empreses de fabricació de material elèctric, 11 d'empreses de fabricació d'altres productes industrials, 33 d'empreses de construcció, 34 d'empreses de comerç i reparació d'automòbils, 10 d'empreses de transport, 7 d'empreses d'hostatgeria i restauració, 4 d'empreses d'informació i comunicació, 6 d'empreses financeres, 6 d'empreses immobiliàries, 16 d'empreses de serveis, 13 d'entitats de l'administració pública i 9 d'empreses classificades com a «altres activitats de serveis».
Dels 44 establiments de servei als particulars que hi havia el 2009, 1 era una oficina de correu, 1 una oficina bancària, 5 tallers de reparació d'automòbils i de material agrícola, 1 autoescola, 2 paletes, 4 guixaires pintors, 4 fusteries, 10 lampisteries, 5 electricistes, 3 perruqueries, 4 restaurants, 2 agències immobiliàries i 2 salons de bellesa.
Dels 10 establiments comercials que hi havia el 2009, 2 eren botiges de menys de 120 m², 2 fleques, 2 carnisseries, 1 una botiga de roba, 1 una botiga d'electrodomèstics, 1 una botiga de material esportiu i 1 una floristeria.
L'any 2000 a Soucieu-en-Jarrest hi havia 55 explotacions agrícoles que ocupaven un total de 722 hectàrees.

## Equipaments sanitaris i escolars
L'únic equipament sanitari que hi havia el 2009 era una farmàcia.
El 2009 hi havia 1 escola maternal i 2 escoles elementals. Soucieu-en-Jarrest disposava d'un col·legi d'educació secundària amb 615 alumnes.

## Poblacions més properes
El següent diagrama mostra les poblacions més properes.